# مدرسة التكامل الدولية
مدرسة التكامل الدولية هي مدرسة دولية تقع في ضاحية صباح السالم، الكويت. تأسست المدرسة في عام 1993. تدرس جميع الفئات العمرية من الروضة (تأسيسي) إلى الثانوية. المنهج التعليمي للمدرسة يقوم على كل من المنهج الأمريكي وكذلك المنهج الموضوع من قبل وزارة التربية والتعليم الكويتية.

## الإنجازات الرياضية
اشتهرت مدرسة «التكامل العالمية» بإنجازاتها الرياضية من خلال رياضة كرة القدم حيث فاز فريقها ببطولة كرة القدم للمدارس في الكويت عشرة مرات، وفاز أيضا ببطولة الشرق الأوسط للمدارس التي «عقدت في دبي»، لتكون أول مدرسة دولية في الكويت تأخذ هذه البطولة. ولدى المدرسة إنجازات في مجالات رياضية أخرى من ضمنها السباحة وكرة السلة.

## الاعتماد الدولي
تم اعتماد «مدرسة التكامل الدولية» من قبل كل من:
- مجلس المدارس الدولية (CIS)
- جمعية نيو إنجلاند للمدارس والكليات (NEASC).
- رابطة الولايات الوسطى للكليات والمدارس (MSA).

## الروابط الخارجية
1. ↑  مدرسه التكامل الدولية، جيران. نسخة محفوظة 03 يوليو 2017 على موقع واي باك مشين.
2. ↑  «التكامل العالمية» تحتفل بتخرج طلبتها وتكرم متفوقيها،جريدة الأنباء. نسخة محفوظة 02 يوليو 2017 على موقع واي باك مشين.
3. ↑  الاعتماد الدولي، atakamul. [وصلة مكسورة] نسخة محفوظة 19 مايو 2017 على موقع واي باك مشين.

- مدرسة التكامل الدولية في ضيافة الدعوة الإلكترونية
- حفل تخريج مدرسة التكامل العالمية